# Mk VIII Challenger
Britský tank Challenger (oficiálně Tank, Cruiser, Mk. VIII, Challenger, výrobní označení A30) vznikl na základě požadavku vybavit tank Cromwell sedmnáctiliberním kanónem. Vzhledem k poměrné robustnosti kanónu nebyla možná jeho instalace v tomto typu bez velkých úprav konstrukce. Proto došlo k prodloužení korby a jejímu rozšíření v prostoru ložiska věže. Delší korba si vyžádala přidání dalšího páru pojezdových kol, čímž se ale výrazně zhoršila ovladatelnost a manévrovatelnost tanku.
Na korbě byla posazena rozměrná věž, ve které byl lafetován kanón OQF ráže 76,2 mm (17 pdr) spolu s kulometem Browning. S instalací těžké věže výrazně stoupla hmotnost tanku, což spolu se zvýšeným těžištěm a delší korbou značně zhoršilo jízdní vlastnosti.[zdroj⁠?!] I v prodloužené korbě bylo příliš málo místa na uskladnění munice a proto byl pro získání většího prostoru z korby často odstraňován kulomet Besa. Vpředu korby se nacházel řidič, dále v korbě pak první nabíječ, který podával těžkou munici svému kolegovi do věže. Celkem bylo v letech 1943 až 1944 vyrobeno 200 kusů tanku Challenger.
Tyto tanky se v Evropě dočkaly minimálního nasazení, v bojích na západní frontě používala 22 kusů i Československá samostatná obrněná brigáda, která s nimi v květnu roku 1945 dorazila do Československa. Československá armáda je vyřadila z aktivní služby v roce 1951 a v roce 1959 byly poslední skladované kusy sešrotovány.